# Hoy (journal américain)
Pour les articles homonymes, voir Hoy.
Hoy est le deuxième plus grand journal quotidien de langue espagnole aux États-Unis, après le El Diario La Prensa (en). Hoy est basé à Chicago, dans l'Illinois, et est également distribué à Los Angeles, en Californie. Hoy Chicago et Hoy Los Angeles sont et ont toujours été la propriété de la Tribune Media.